# Bromelina del frutto
La bromelina del succo è un enzima proteolitico (una idrolasi) che presenta un'ampia specificità per i legami peptidici. Essa è in grado di idrolizzare peptidi come Bz-Phe-Val-Arg┼NHMec, mentre non è in grado di catalizzare l'idrolisi di peptidi come Z-Arg-Arg-NHMec, idrolizzati dalla bromelina del gambo. Questo enzima è presente nel frutto di Ananas comosus.
L'enzima non è inibibile attraverso la cistatina di pollo, che è invece un potente inibitore dell'ananaina, altro enzima proteolitico estratto da Ananas comosus.